# هالتهام
هالتهام (به انگلیسی: Haltham) یک روستا و محله مدنی در بریتانیا است که در لیندسی شرقی واقع شده‌است. هالتهام ۱۲۲ نفر جمعیت دارد.